# Hellesyltfossen

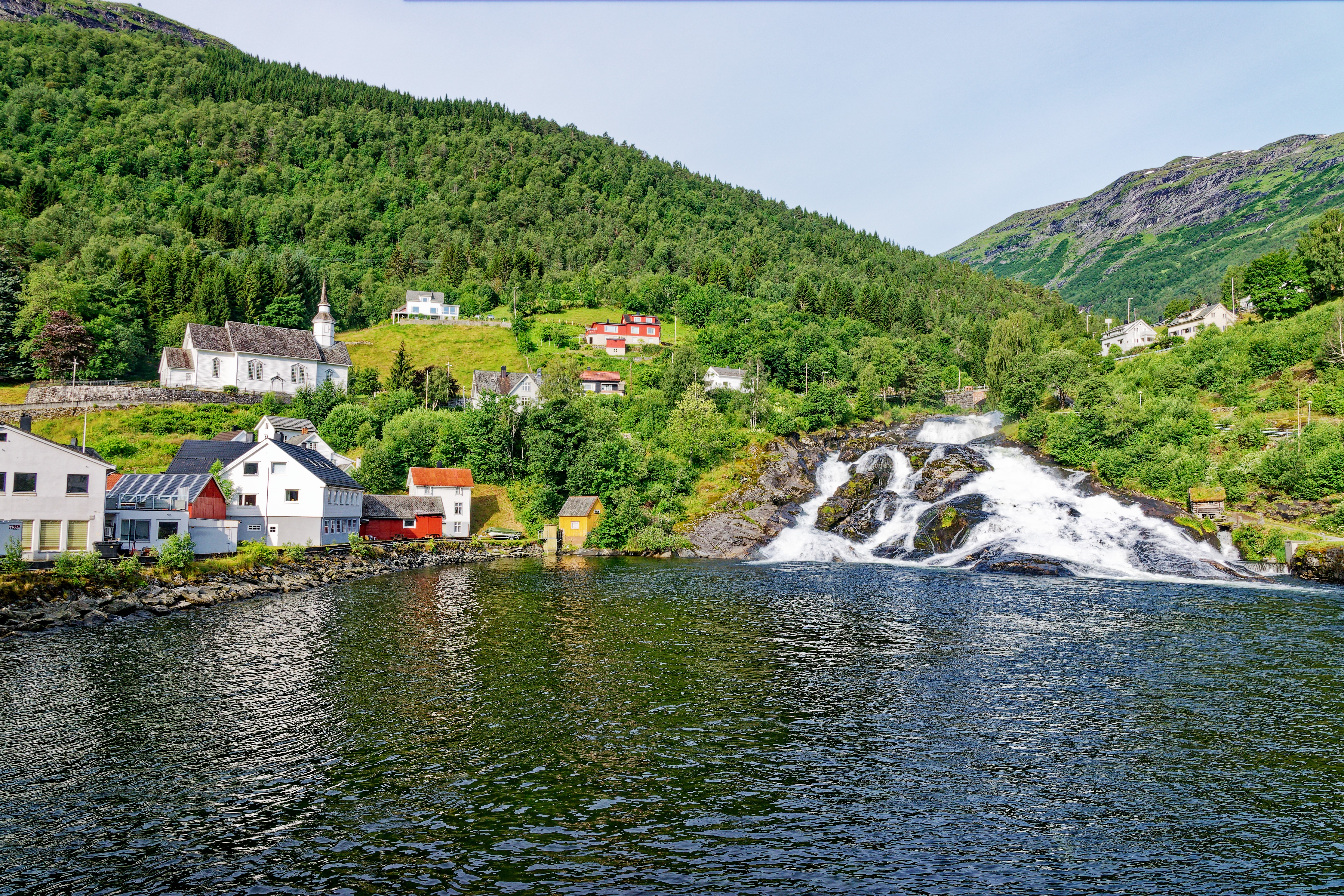
Hellesyltfossen

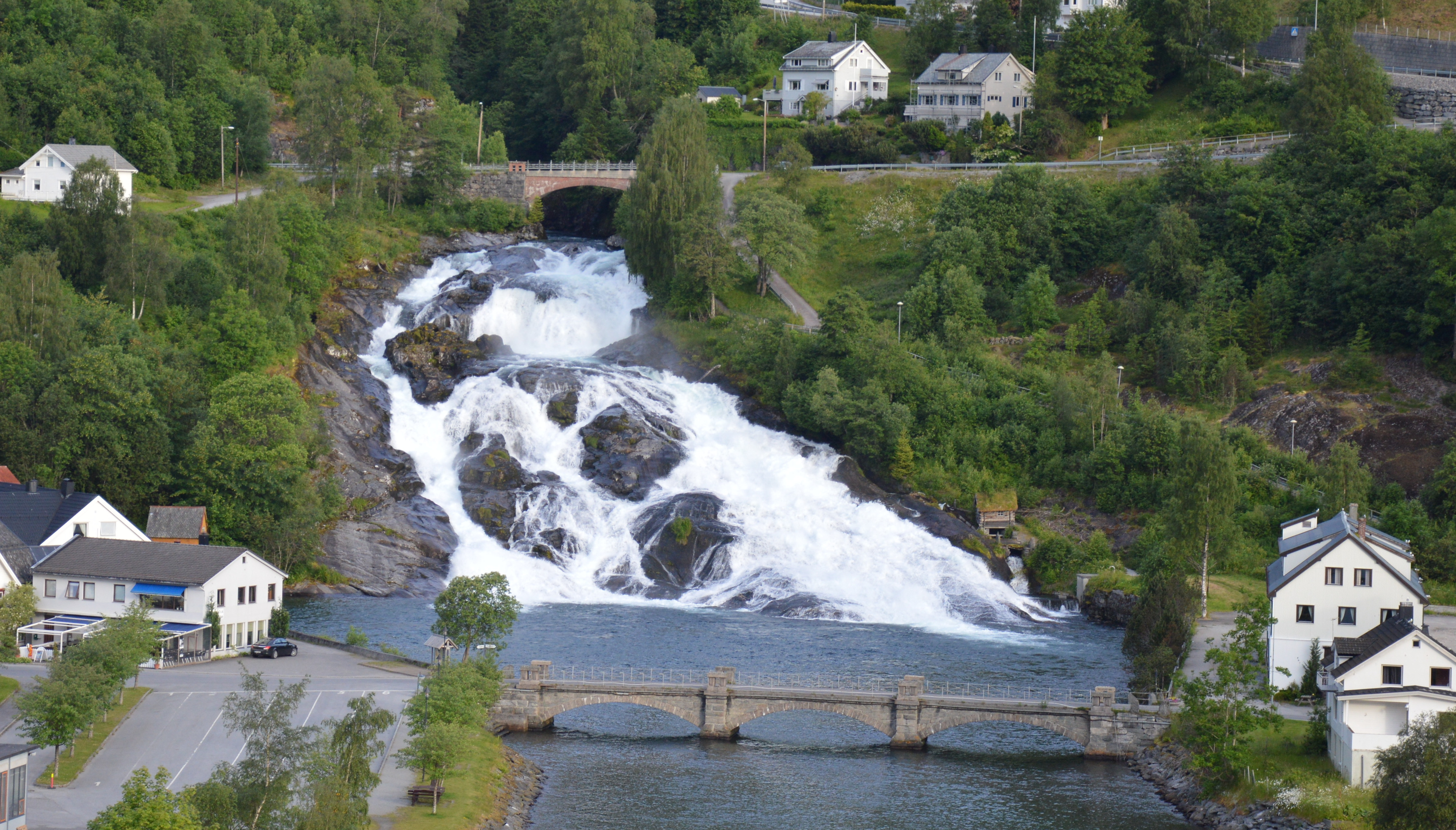
Wasserfall mit den Brücken ober- und unterhalb

Der Hellesyltfossen ist ein Wasserfall in Hellesylt in der norwegischen Gemeinde Stranda in der Provinz Møre og Romsdal.
Er befindet sich am Anfang des Sunnylvsfjord und teilt den Ort Hellesylt faktisch in einen nördlichen und einen südlichen Teil. Der Wasserfall wird vom Gebirgsfluss Dalaelva gebildet, der über Granitfelsen hinweg etwa 20 Meter hinab in den Fjord stürzt. Oberhalb des Wasserfalls befindet sich die Brücke Høge bru, unterhalb die Hellesylt bro. Die Wassermenge des Falls schwankt jahreszeitlich und ist üblicherweise am Sommeranfang nach Beginn der Schneeschmelze am größten.
Der Hellesyltfossen gehört zu den bekannten Touristenattraktionen der Region.

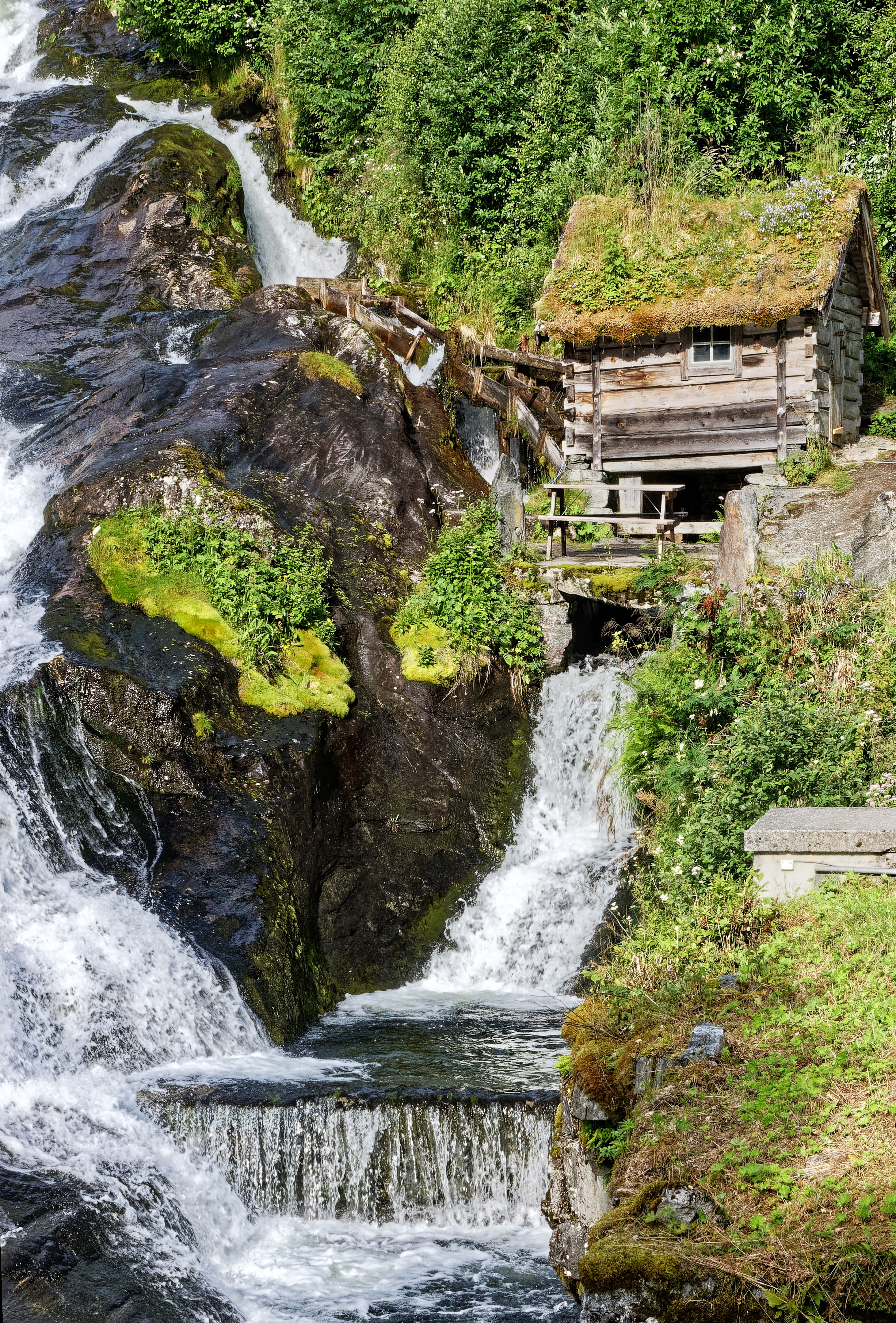
Die alte Mühle am Hellesyltfossen